# Illa de s'Espart
Illa de s'Espart est une île inhabitée de l'archipel espagnol des Baléares située à l'ouest d'Ibiza dont elle dépend administrativement. L'île fait partie de la commune de Sant Josep de sa Talaia,. 